# Spiders (Spieleentwickler)
Spiders ist ein französisches Entwicklungsstudio für Computerspiele mit Sitz in Paris.

## Geschichte

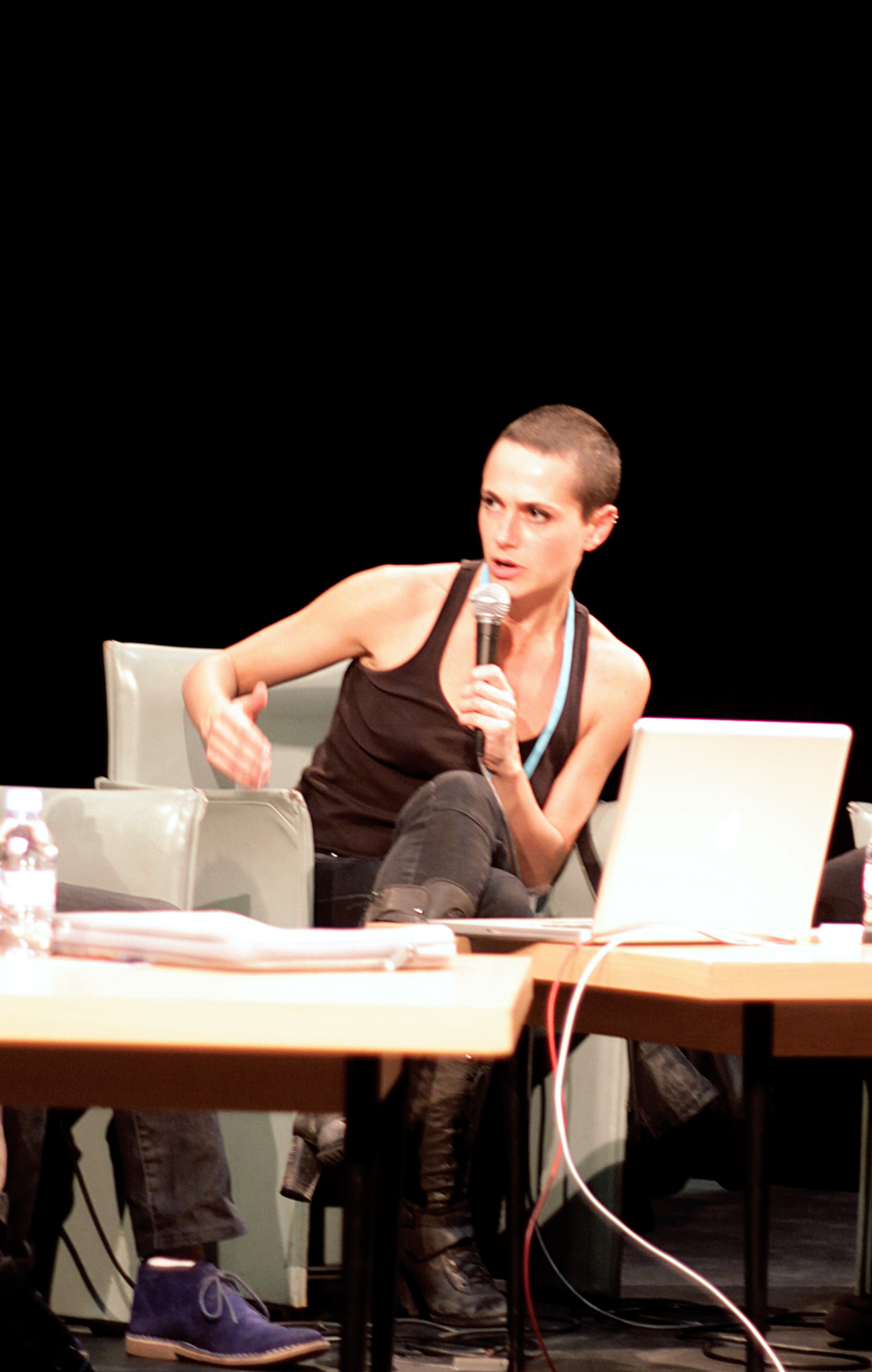
Spiders-Geschäftsführerin Jehanne Rousseau auf dem Science-Fiction-Festival Utopiales 2011 in Nantes.

Das Unternehmen wurde 2008 von Entwicklern des Action-Rollenspiels Silverfall von Monte Cristo gegründet. Der Fokus des Studios liegt dementsprechend auf Action-Rollenspielen, aber auch Auftragsarbeiten wie Portierungen. Das Studio arbeitete überwiegend mit dem französischen Publisher Focus Home Interactive zusammen. Nach dem ausschließlich digital veröffentlichten Faery: Legends of Avalon erschien 2012 in Zusammenarbeit mit dem französischen Entwickler Cyanide Studios mit Of Orcs and Men die erste größere Eigenentwicklung. 2013 folgte das nunmehr allein entwickelte Action-Rollenspiel Mars: War Logs. Nach Bound by Flame im Mai 2014 kam 2016 der Mars-Nachfolger The Technomancer auf den Markt.
Spiders wurde 2018 vom Spielemagazin IGN anhand von The Technomancer als erfolgreicher Vertreter eines allmählich entstehenden Marktes für B-Spiele (in Anlehnung an B-Movies) bezeichnet. Diese haben ein deutlich geringeres Budget als sogenannte AAA-Topproduktionen. In Folge erreichen die Spiele oftmals weder spielerisch noch inhaltlich die Qualität eines Blockbusters, können durch kreative Ideen aber mitunter eine wohlwollende und loyale Fangemeinde aufbauen. Auch Gamespot verglich die Rolle von Spiders in der Spielebranche mit dem Verhältnis des Syfy Channels zu Hollywood: “it takes a popular big-budget concept and creates an eager but far less grandiose adaptation” (deutsch: „Es nimmt ein populäres Big-Budget-Konzept und entwickelt daraus eine eifrig bemühte, aber weniger großartige Adaption.“). Für seine Eigenproduktion verwendet das Studio die selbstentwickelte Silk-Engine, eine Modifikation von Sonys PhyreEngine.
Ende Juli 2019 gab der französische Publisher Bigben Interactive bekannt, dass man Spiders übernommen habe, um sein Portfolio im Bereich der Computer-Rollenspiele zu erweitern und zum führenden Publisher im Bereich der mittelgroßen AA-Produktionen zu werden. Damit übernahm Bigben nach Cyanide zudem ein weiteres Studio, das zuvor lange Zeit exklusiv für den Konkurrenten Focus Home Interactive entwickelt hatte. Als letzte Kooperationsarbeit mit Focus erschien im September 2019 der Rollenspiel-Titel Greedfall für Windows, Xbox One und PlayStation 4.

## Entwickelte Spiele
| Titel                                | Releasedatum                      | Plattform                                         | Publisher              |
| ------------------------------------ | --------------------------------- | ------------------------------------------------- | ---------------------- |
| Sherlock Holmes jagt Jack the Ripper | November 2009                     | Portierung Xbox 360                               | Focus Home Interactive |
| Faery: Legends of Avalon             | 10. November 2010                 | Xbox 360, PS3, Windows                            | Focus Home Interactive |
| Gray Matter                          | Februar 2011                      | Portierung Xbox 360                               | dtp entertainment      |
| Das Testament des Sherlock Holmes    | September 2012                    | Portierung Xbox 360 & PS3                         | Focus Home Interactive |
| Of Orcs and Men                      | September 2012                    | Xbox 360, PS3, Windows                            | Focus Home Interactive |
| Mars: War Logs                       | Mai 2013                          | Xbox 360, PS3, Windows                            | Focus Home Interactive |
| Bound by Flame                       | 9. Mai 2014                       | Windows, PS3, PS4, Xbox 360                       | Focus Home Interactive |
| The Technomancer                     | 28. Juni 2016                     | Windows, PS4, Xbox One                            | Focus Home Interactive |
| GreedFall                            | 10. September 2019                | Windows, PS4, Xbox One                            | Focus Home Interactive |
| Steelrising                          | 8. September 2022                 | Windows, PS5, Xbox Series X                       | Nacon                  |
| GreedFall 2: The Dying World         | 24. September 2024 (Early Access) | Windows (Early Access) PS5, Xbox Series (geplant) | Nacon                  |